# Arno Babajanjan
Arno Babajanjan (arménsky: Առնո Բաբաջանյան; 22. ledna 1921 Jerevan – 11. listopadu 1983 Moskva) byl arménský hudební skladatel a klavírista.
Již ve věku pěti let jeho hudební nadání rozpoznal skladatel Aram Chačaturjan. O dva roky později, v roce 1928, nastoupil Babajanjan na Komitasovu státní konzervatoř v Jerevanu. V roce 1938 pokračoval ve studiu v Moskvě u Vissariona Šebalina. Později se vrátil do Jerevanu, kde v letech 1950 až 1956 učil na konzervatoři. V roce 1952 napsal klavírní trio f-moll. Získalo okamžitý ohlas. Následně podnikl koncertní turné po celém Sovětském svazu a Evropě. V roce 1971 byl jmenován Národním umělcem Sovětského svazu.
Věnoval se různým hudebním žánrům, včetně populární hudby, spolupracoval přitom s předními básníky, jako byli Jevgenij Jevtušenko nebo Robert Roždestvenskij. Hodně z jeho skladeb má kořeny v arménské lidové hudbě a folklóru. Jeho pozdější práce byly ovlivněny Prokofjevem a Bartókem.